# عزيزآباد بالا (مقاطعة دلفان)
عزيزآباد بالا (بالفارسية: عزیزآباد بالا) هي مستوطنة تقع في قسم نورعلي الريفي بمقاطعة دلفان في إيران.